# 라우스정

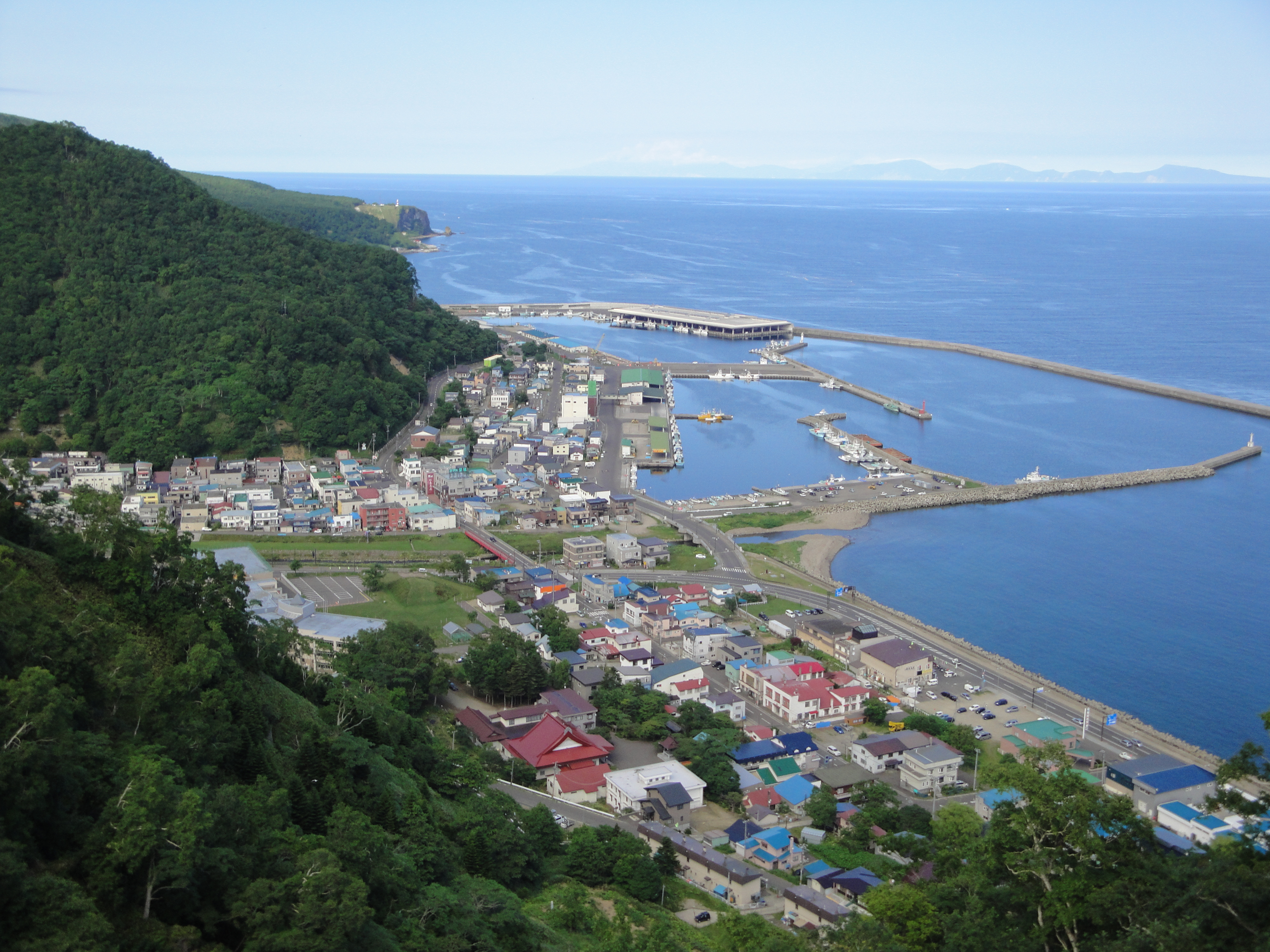
시오카제 공원에서 본 라우스정

라우스정(일본어: 羅臼町)은 일본 홋카이도 네무로 진흥국 관내의 메나시군에 있는 정이다. 시레토코 반도의 남동쪽을 차지하고 있고 네무로 해협을 사이에 두고 구나시리와 마주본다.
정명의 유래는 아이누어의 ‘라우시’(Рaуши, 낮은 곳·짐승의 뼈가 있는 곳)이다.

## 지리
홋카이도 동단부에 있는 시레토코 반도의 남동쪽을 차지하고 네무로 해협과 접한다. 정역은 남서-북동 방향으로 약 64km로 길다. 북쪽으로 늘어서는 시레토코 연산이 바다까지 미쳐 해식애를 형성하고 있다. 시레토코 연산에서 발원한 많은 하천이 바다로 흘러들고, 하구를 중심으로 해안가에 취락이 있다. 중심 시가지는 라우스강 하구인 라우스항 주변에 있다.
주요 도로는 남쪽의 시베쓰정에서부터 해안가를 따라 나 있는 국도 335호선(구나시리 도로), 시레토코 고개(740m)를 넘어 샤리정으로 빠지는 국도 334호선(시레토코 횡단도로) 등 2개이다. 지형이 험해 도로에는 터널이 많다. 나카시베쓰정, 나카시베쓰 공항에서 북동쪽으로 약 70km, 구시로시에서 북동쪽으로 약 120km 떨어진 곳에 위치한다.

### 기후
| 라우스정의 기후                                              | 라우스정의 기후 | 라우스정의 기후 | 라우스정의 기후 | 라우스정의 기후 | 라우스정의 기후 | 라우스정의 기후 | 라우스정의 기후 | 라우스정의 기후 | 라우스정의 기후 | 라우스정의 기후 | 라우스정의 기후 | 라우스정의 기후 | 라우스정의 기후 |
| 월                                                           | 1월             | 2월             | 3월             | 4월             | 5월             | 6월             | 7월             | 8월             | 9월             | 10월            | 11월            | 12월            | 연간            |
| ------------------------------------------------------------ | --------------- | --------------- | --------------- | --------------- | --------------- | --------------- | --------------- | --------------- | --------------- | --------------- | --------------- | --------------- | --------------- |
| 역대 최고 기온 °C (°F)                                       | 7.0 (44.6)      | 9.6 (49.3)      | 13.9 (57.0)     | 22.5 (72.5)     | 29.4 (84.9)     | 30.9 (87.6)     | 30.7 (87.3)     | 32.4 (90.3)     | 29.8 (85.6)     | 23.1 (73.6)     | 19.2 (66.6)     | 12.7 (54.9)     | 32.4 (90.3)     |
| 일평균 최고 기온 °C (°F)                                     | −1.8 (28.8)     | −1.8 (28.8)     | 2.0 (35.6)      | 6.9 (44.4)      | 12.2 (54.0)     | 15.2 (59.4)     | 18.9 (66.0)     | 21.3 (70.3)     | 19.5 (67.1)     | 14.1 (57.4)     | 7.5 (45.5)      | 1.4 (34.5)      | 9.6 (49.3)      |
| 일일 평균 기온 °C (°F)                                       | −4.5 (23.9)     | −4.8 (23.4)     | −1.1 (30.0)     | 2.9 (37.2)      | 7.8 (46.0)      | 11.5 (52.7)     | 15.4 (59.7)     | 17.8 (64.0)     | 15.7 (60.3)     | 10.1 (50.2)     | 4.1 (39.4)      | −1.4 (29.5)     | 6.1 (43.0)      |
| 일평균 최저 기온 °C (°F)                                     | −7.5 (18.5)     | −8.2 (17.2)     | −4.3 (24.3)     | −0.4 (31.3)     | 4.2 (39.6)      | 8.6 (47.5)      | 12.7 (54.9)     | 15.0 (59.0)     | 12.2 (54.0)     | 6.2 (43.2)      | 0.7 (33.3)      | −4.4 (24.1)     | 2.9 (37.2)      |
| 역대 최저 기온 °C (°F)                                       | −15.7 (3.7)     | −17.3 (0.9)     | −11.7 (10.9)    | −10.1 (13.8)    | −1.5 (29.3)     | 1.0 (33.8)      | 5.7 (42.3)      | 8.7 (47.7)      | 5.4 (41.7)      | −1.9 (28.6)     | −8.9 (16.0)     | −13.4 (7.9)     | −17.3 (0.9)     |
| 평균 강수량 mm (인치)                                        | 89.7 (3.53)     | 66.6 (2.62)     | 93.9 (3.70)     | 111.7 (4.40)    | 144.0 (5.67)    | 119.4 (4.70)    | 125.4 (4.94)    | 200.5 (7.89)    | 204.7 (8.06)    | 214.1 (8.43)    | 150.7 (5.93)    | 133.8 (5.27)    | 1,657.1 (65.24) |
| 평균 강설량 cm (인치)                                        | 149 (59)        | 119 (47)        | 95 (37)         | 38 (15)         | 2 (0.8)         | 0 (0)           | 0 (0)           | 0 (0)           | 0 (0)           | 1 (0.4)         | 30 (12)         | 114 (45)        | 545 (215)       |
| 평균 강수일수 (≥ 1.0 mm)                                     | 13.6            | 9.0             | 8.9             | 9.3             | 11.3            | 9.7             | 10.7            | 12.8            | 13.5            | 13.8            | 14.8            | 16.1            | 143.5           |
| 평균 강설일수 (≥ 3 cm)                                       | 16.1            | 11.8            | 11.1            | 5.1             | 0.3             | 0               | 0               | 0               | 0               | 0.1             | 3.6             | 13.2            | 61.3            |
| 평균 월간 일조시간                                           | 88.3            | 117.3           | 139.0           | 153.1           | 164.9           | 128.4           | 114.7           | 108.0           | 124.6           | 134.8           | 104.8           | 93.0            | 1,473.2         |
| 출처: 일본 기상청 (평년값: 2005년~2020년, 극값: 2005년~현재) |                 |                 |                 |                 |                 |                 |                 |                 |                 |                 |                 |                 |                 |

### 인접한 자치체
- 네무로 진흥국
  - 시베쓰군 시베쓰정

- 오호츠크 종합진흥국
  - 샤리군 샤리정

## 역사
- 1923년 - 2급 정촌제 시행으로 쇼쿠베쓰촌(植別村)이 되었다.
- 1930년 - 라우스촌으로 개칭했다.
- 1961년 - 정으로 승격해 라우스정이 되었다.

## 경제
어업과 시레토코 관광이 기간산업이 되고 있다.

## 교통

### 철도
- 홋카이도 여객철도 네무로 본선

### 도로
- 국도 334호선(일본어판)
- 국도 335호선